# Епископ јегарски Јероним
Јероним (световно Синиша Мочевић; Сарајево, 26. септембар 1969 — Нови Сад, 24. новембар 2016) био је викарни епископ јегарски од 2014. до 2016.

## Биографија
Епископ Јероним је рођен у Сарајеву, дана 26. септембра 1969, гдје је завршио основну школу и гимназију. Монашки постриг је примио на празник Сабора Светог архангела Михаила, 8/21. новембра 1990. у Светоархангелском манастиру у Ковиљу. На празник Светог Саве 1991. рукоположен је у чин јерођакона руком епископа бачког Иринеја. Једно вријеме је боравио у манастиру Григоријату на Светој Гори гдје се учио светогорском монашком етосу и древном богослужбеном поретку.
У чин архиђакона је рукопроизведен 1999. године, а 2002. дипломирао је на Православном богословском факултету у Београду. Епископ бачки га је 2003. рукоположио у чин презвитера у манастиру Ковиљу. По завршеном факултету уписао се на постдипломске студије на Папском оријенталном институту у Риму, гдје је 2005. стекао звање магистра. Бавио се специјалистичким студијама у области литургике. У чин архимандрита је рукопроизведен 2008. руком митрополита митилинског Јакова на празник Светог апостола Филипа у Цркви Свете Филотеје у Смирни. У манастиру Светог пророка Илије у Митилени, на грчком острву Лезбосу, митрополит иконијски Теолипт рукопроизвео га је у духовника.

## Епископ
На редовном прољећном засједању Светог архијерејског сабора Српске православне цркве, дана 23. маја 2014, изабран је за епископа јегарског, викара епископа бачког. Чин хиротоније извршио је патријарх српски Иринеј, у Саборном храму Светог великомученика Георгија у Новом Саду, дана 28. септембра 2014. године.
Пред смрт бавио се израдом докторске дисертације из области литургичког богословља. Говорио је грчки, италијански, француски, руски, њемачки и енглески језик.
Епископ Јегарски Јероним упокојио се 24. новембра нешто после 22 часа у болници у Новом Саду. Сахрањен је 29. новембра 2016. на манастирском гробљу у Ковиљу.